# Steve Collins
Stephen Clark Collins, född 13 mars 1964 i Thunder Bay i Ontario, är en kanadensisk tidigare backhoppare tillhörande Ojibwa-nationen. Han representerade Mount McKay och Ontario Nordic Ski Club.

## Karriär
Steve Collins debuterade internationellt i den allra första världscuptävlingen i Cortina d'Ampezzo 27 december 1979, 15 år gammal. Världscupen i backhoppning arrangerades första gången säsongen 1979/1980. Collins blev nummer 10 i den första världscuptävlingen, 17,3 poäng efter segraren Toni Innauer från Österrike. Tre dagar senare tävlade Collins i öppningstävlingen i tysk-österrikiska backhopparveckan i Schattenbergschanze i Oberstdorf i Västtyskland. Backhopparveckan ingick i världscupen och Collins blev nummer 66 i första tävlingen. I andra tävlingen i backhopparvecken, i Garmisch-Partenkirchen blev Collins nummer sju, 8,5 poäng efter Hubert Neuper från Österrike. Neuper vann både backhopparveckan och världscupen totalt säsongen 1979/1980. Steve Collins blev nummer 12 sammanlagt i första världscupen och vann en delseger i Lahtis i Finland 9 mars 1980. Collins tävlade 8 säsonger i världscupen. Hans första säsong var hans bästa.
Collins deltog i olympiska spelen 1980 i Lake Placid i USA. I normalbacken i Intervale Ski Jump Complex blev han nummer 28. I stora backen lyckades han bättre och blev nummer 9, 33,6 poäng efter segrande Jouko Törmänen från Finland och 10,1 poäng från en bronsmedalj.
Två veckor efter OS-1980 startade Steve Collins i junior-VM i Örnsköldsvik i Sverige. Där vann Collins en guldmedalj och blev junior-världsmästare 1980. Collins vann även en guldmedalj i nationella mästerskapen i Kanada 1980 och en internationell tävling i Thunder Bay där han uppnådde högsta poängsumman och längsta hoppet (128,5 meter) någonsin i en K90-backe. Under junior-VM 1981 i Schonach i Västtyskland blev Collins nummer 3 och vann en bronsmedalj efter Matti Nykänen från Finland och österrikaren Ernst Vettori.
Steve Collins startade i Skid-VM 1982 i Holmenkollen i Oslo. Där blev han nummer 21 i normalbacken (Midtstubakken). I lagtävlingen blev han nummer 5 tillsammans med lagkamraterna. 
Under olympiska spelen 1984 i Sarajevo i dåvarande Jugoslavien misslyckades Collins något. Han blev nummer 25 i normalbacken och nummer 36 i stora backen. I Skid-VM 1985 i Seefeld in Tirol i Österrike blev Collins nummer 18 i normalbacken och 42 i stora backen. I sitt sista OS, vinterspelen 1988 på hemmaplan i Calgary, blev Steve Collins nummer 13 i normalbacken och nummer 35 i stora backen. Det arrangerades även en lagtävling för första gången i olympiska sammanhang under OS-1988. Kanadensiska laget blev nummer 9 i en tävling som vanns av Finland, före Norge och Jugoslavien. 
Collins startade i sin sista världscuptävling i Thunder Bay 2 december 1991. Han blev nummer 59 och sist i tävlingen och avslutade backhoppningskarriären.